# Lachamp-Ribennes
Lachamp-Ribennes is een fusiegemeente (commune nouvelle) in het Franse departement Lozère (regio Occitanie). De plaats maakt deel uit van het arrondissement Mende. Lachamp-Ribennes is op 1 januari 2019 ontstaan door de fusie van de gemeenten Lachamp en Ribennes. De gemeente telde 375 inwoners op 1 januari 2022.

## Geografie
De oppervlakte van Lachamp-Ribennes bedroeg op 1 januari 2022 50,86 vierkante kilometer; de bevolkingsdichtheid was toen 7,4 inwoners per km².

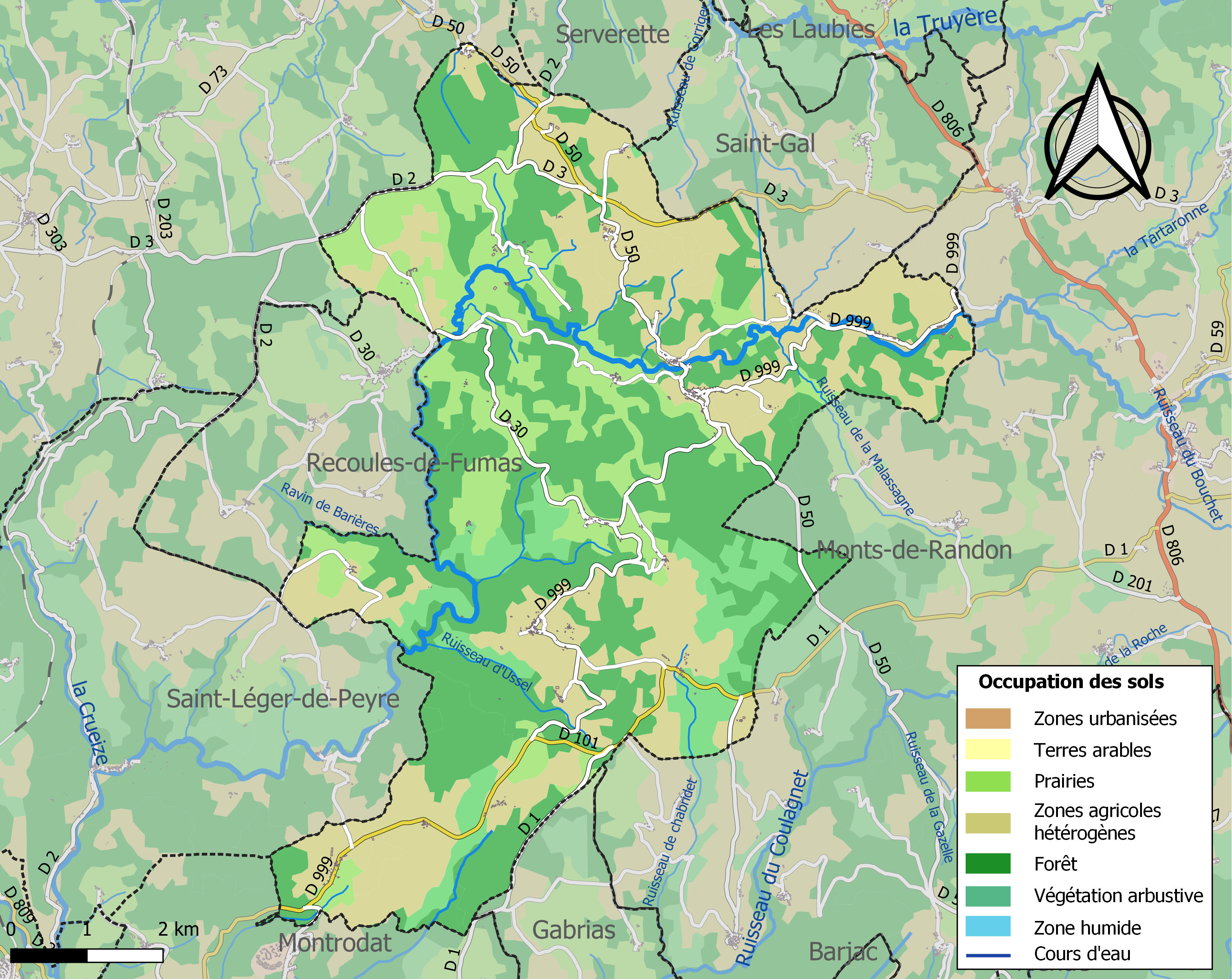
Kaart van de gemeente met de belangrijkste infrastructuur, bodemgebruik en omliggende gemeenten